# 이오스 (암호화폐)
이오스(EOS.IO)는 위임지분증명(DPoS) 방식을 사용하는 제3세대 암호화폐이다. 이오스의 화폐 단위는 EOS이다. 2017년 댄 라리머가 이더리움 기반으로 개발했고, 2018년 6월 이더리움에서 벗어나 자체 메인넷을 오픈했다. 웹어셈블리(WebAssembly), 러스트(Rust), C, C++ 등 다양한 프로그래밍 언어를 사용하여 개발했다.

## EOS 채굴이 가능한가
현재 EOS 암호화폐는 해당 업체에서 거래되지 않으며 채굴되지 않고 있다. EOS 토큰의 최종 배포는 2018년 6월 1일에 종료되었다. 그날까지 채굴을 통해 전통적인 방식으로 토큰을 얻는 것은 불가능했다. 그러나 채굴자들은 ICO의 회원이 된 후 채굴된 이더리움을 EOS 암호화폐로 교환할 기회를 가졌다. 이를 위해 표준 채굴 방식으로 채굴한 이더리움을 경매에 보내기로 했고, 이후 각 참가자에게 EOS 토큰이 수여됐다.
거래 시스템은 이더리움을 보낸 각 참가자가 EOS 투자의 비례 몫을 받는다는 것을 의미했다. 각 구매자의 코인 가치는 입찰자 수와 투자 총액에 대한 판매 코인 수의 비율에 따라 계산되었다. 거래는 23시간 간격으로 진행되었다. 개발자들에 따르면, 이 접근법은 채굴을  모방하지만, 대규모 투자자들에게 불공평한 이점을 주지는 않는다.
토큰은 거래소에서 살 수 있다. 거래소의 지갑에 토큰을 보관하지 않으려면 구매 전 암호화폐와 그 추가 사용을 보관할 장소를 준비해야 한다. EOS 암호화폐를 위한 공식 지갑은 개발되지 않았다. 회사는 EOSIO 소프트웨어와 함께 얻을 수 있는 명령줄 지갑만 만들었을 뿐 그래픽 인터페이스는 없다.  그러나 이를 개발한 타사 리소스가 있다. 그러나 Block.one은 어떤 프로젝트도 지원하지 않았으며 사용자가 스스로 시장을 개척하고 개별적으로 적절한 방법을 선택할 것을 제안한다.
EOS 시스템은 ERC-20 프로토콜을 사용한다. 이를 통해 마이이더월렛, 엑소더스, 하드웨어 레저 나노S 등 이 표준을 지원하는 범용 지갑에 이 암호화폐를 저장할 수 있다.

## 개요
이오스는 "이더리움 킬러"라고 불린다. 불렸었다. 이오스는 이더리움의 느린 처리 속도와 높은 수수료 문제를 해결하기 위한 대안으로 등장하였다. 이오스는 분산 애플리케이션인 디앱(DApp)을 구동할 수 있는 플랫폼을 제공함으로써 범용적인 블록체인 운영체제(OS)를 만드는 것을 목표로 한다. 2018년 중국 공업정보화부 산하 'CCID 블록체인 연구원'이 발표한 "제 2기 CCID 글로벌 퍼블릭 블록체인 평가 지수"에서 이오스가 1651.5점을 받아 기술 부문 1위로 선정되었다. - 하지만 CCID는 전 세계적으로 전혀 공신력이 있는 기관이 아니며, 인용이 되는 국가도 중국과 한국 이외에는 없다.이오스는 시가총액 5위(약 11조원: 2018년 7월 기준)의 암호화폐로서, 이더리움의 여러 문제점들을 해결하면서 주목받기 시작했다.
2022년 3월 9일 현재 - 주목을 받았으나 개발사(Block.one)의 느림보 개발과 전무 하다시피한 투자로 낙동강 오리 알 신세를 면치 못 하였으며
현재 시가총액 50위(약 2조원: 2022년 3월 기준)로 추락 하였다.

## 같이 보기
- 암호화폐
- 이더리움
- 댄 라리머